# مارك بيرسون (لاعب كرة قدم)
مارك بيرسون (بالإنجليزية: Mark Berson)‏ هو لاعب كرة قدم أمريكي، ولد في 16 مارس 1953 في هارتفورد في الولايات المتحدة. لعب مع North Carolina Tar Heels men's soccer ‏.